# Condado de Wilkin
O Condado de Wilkin é um dos 87 condados do estado americano de Minnesota. A sede do condado é Breckenridge, e sua maior cidade é Breckenridge. O condado possui uma área de 1 947 km² (dos quais 1 km² estão cobertos por água), uma população de 7 138 habitantes, e uma densidade populacional de 4 hab/km² (segundo o censo nacional de 2000). O condado foi fundado em 8 de março de 1858.